# Утичівська сільська рада
У́тичівська сільська рада (рос. Утичевский сельский совет) — сільське поселення у складі Мокроусовського району Курганської області Росії.
Адміністративний центр — село Утиче.
Населення сільського поселення становить 617 осіб (2017; 699 у 2010, 798 у 2002).

## Склад
До складу сільського поселення входять:
| Населений пункт      | Населення, осіб (2002) | Населення, осіб (2010) |
| -------------------- | ---------------------- | ---------------------- |
| Межеумне, присілок   | 112                    | 96                     |
| Многопольє, присілок | 41                     | 18                     |
| Тетер'є, присілок    | 128                    | 106                    |
| Утиче, село          | 517                    | 479                    |